# Bardouville
Bardouville est une commune française située dans le département de la Seine-Maritime en région Normandie.

## Géographie

### Situation

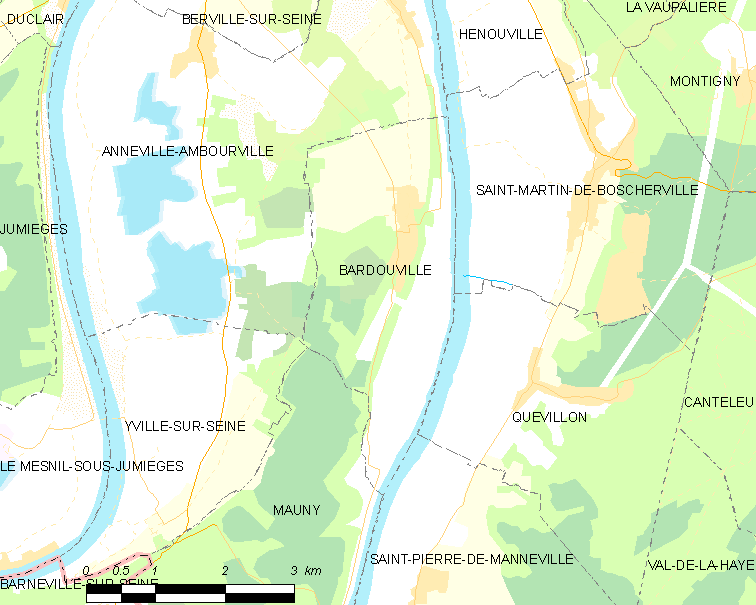
Carte de la commune.

La commune est située au sud du département dans le canton de Barentin. Elle se trouve en bordure de la Seine à ses alentours.
Elle fait partie du parc naturel régional des Boucles de la Seine normande.

### Communes limitrophes
|                       | Anneville-Ambourville |                                            |
| Anneville-Ambourville | Bardouville           | Saint-Martin-de-Boscherville (rive droite) |
|                       | Mauny                 | Quevillon (rive droite)                    |

### Hydrographie
La commune est située dans le bassin Seine-Normandie. Elle est drainée par la Seine,.
La Seine, qui prend sa source à Source-Seine, en Côte-d'Or, sur le plateau de Langres, traverse le département avec de larges méandres sur son flanc sud et se jette dans la Manche entre Le Havre et Honfleur. 

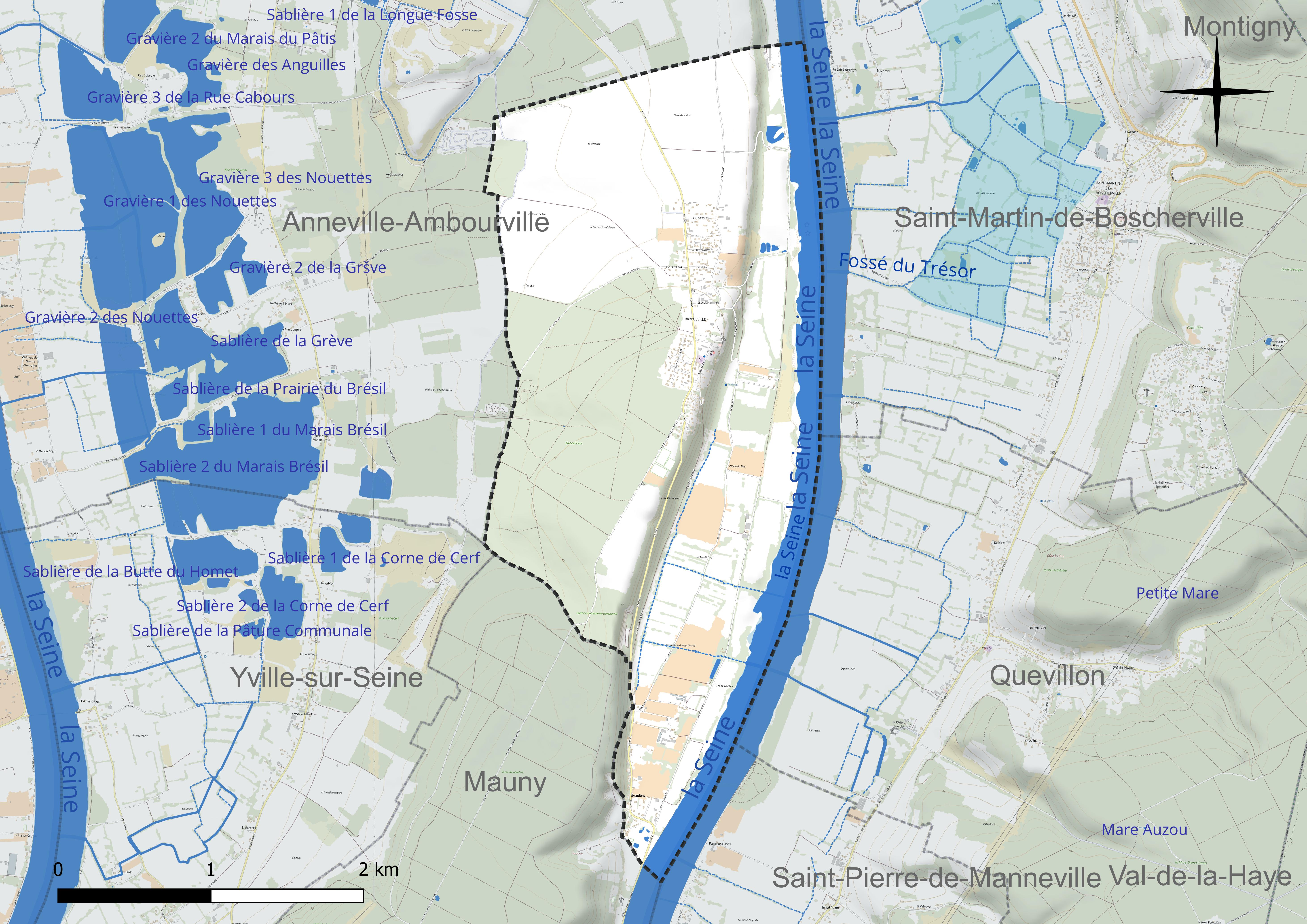
Réseau hydrographique de Bardouville.

### Climat
Pour des articles plus généraux, voir Climat de la Normandie et Climat de la Seine-Maritime.
En 2010, le climat de la commune est de type climat océanique altéré, selon une étude du CNRS s'appuyant sur une série de données couvrant la période 1971-2000. En 2020, Météo-France publie une typologie des climats de la France métropolitaine dans laquelle la commune est exposée à un climat océanique et est dans la région climatique Côtes de la Manche orientale, caractérisée par un faible ensoleillement (1 550 h/an) ; forte humidité de l’air (plus de 20 h/jour avec humidité relative > 80 % en hiver), vents forts fréquents. Parallèlement le GIEC normand, un groupe régional d’experts sur le climat, différencie quant à lui, dans une étude de 2020, trois grands types de climats pour la région Normandie, nuancés à une échelle plus fine par les facteurs géographiques locaux. La commune est, selon ce zonage, exposée à un « climat contrasté des collines », correspondant au Pays d’Auge, Lieuvin et Roumois, moins directement soumis aux flux océaniques et connaissant toutefois des précipitations assez marquées en raison des reliefs collinaires qui favorisent leur formation.
Pour la période 1971-2000, la température annuelle moyenne est de 10,8 °C, avec une amplitude thermique annuelle de 13,3 °C. Le cumul annuel moyen de précipitations est de 783 mm, avec 12,3 jours de précipitations en janvier et 8,1 jours en juillet. Pour la période 1991-2020, la température moyenne annuelle observée sur la station météorologique la plus proche, située sur la commune de Jumièges à 8 km à vol d'oiseau, est de 12,2 °C et le cumul annuel moyen de précipitations est de 843,5 mm,. Pour l'avenir, les paramètres climatiques de la commune estimés pour 2050 selon différents scénarios d’émission de gaz à effet de serre sont consultables sur un site dédié publié par Météo-France en novembre 2022.

## Urbanisme

### Typologie
Au 1er janvier 2024, Bardouville est catégorisée commune rurale à habitat dispersé, selon la nouvelle grille communale de densité à sept niveaux définie par l'Insee en 2022.
Elle est située hors unité urbaine. Par ailleurs la commune fait partie de l'aire d'attraction de Rouen, dont elle est une commune de la couronne,. Cette aire, qui regroupe 317 communes, est catégorisée dans les aires de 200 000 à moins de 700 000 habitants,.

### Occupation des sols
L'occupation des sols de la commune, telle qu'elle ressort de la base de données européenne d’occupation biophysique des sols Corine Land Cover (CLC), est marquée par l'importance des territoires agricoles (51,9 % en 2018), en diminution par rapport à 1990 (54,9 %). La répartition détaillée en 2018 est la suivante : 
forêts (30,7 %), terres arables (20 %), zones agricoles hétérogènes (18,9 %), prairies (12,9 %), eaux continentales (8,9 %), zones urbanisées (4,9 %), mines, décharges et chantiers (3,4 %), milieux à végétation arbustive et/ou herbacée (0,2 %). L'évolution de l’occupation des sols de la commune et de ses infrastructures peut être observée sur les différentes représentations cartographiques du territoire : la carte de Cassini (XVIIIe siècle), la carte d'état-major (1820-1866) et les cartes ou photos aériennes de l'IGN pour la période actuelle (1950 à aujourd'hui).

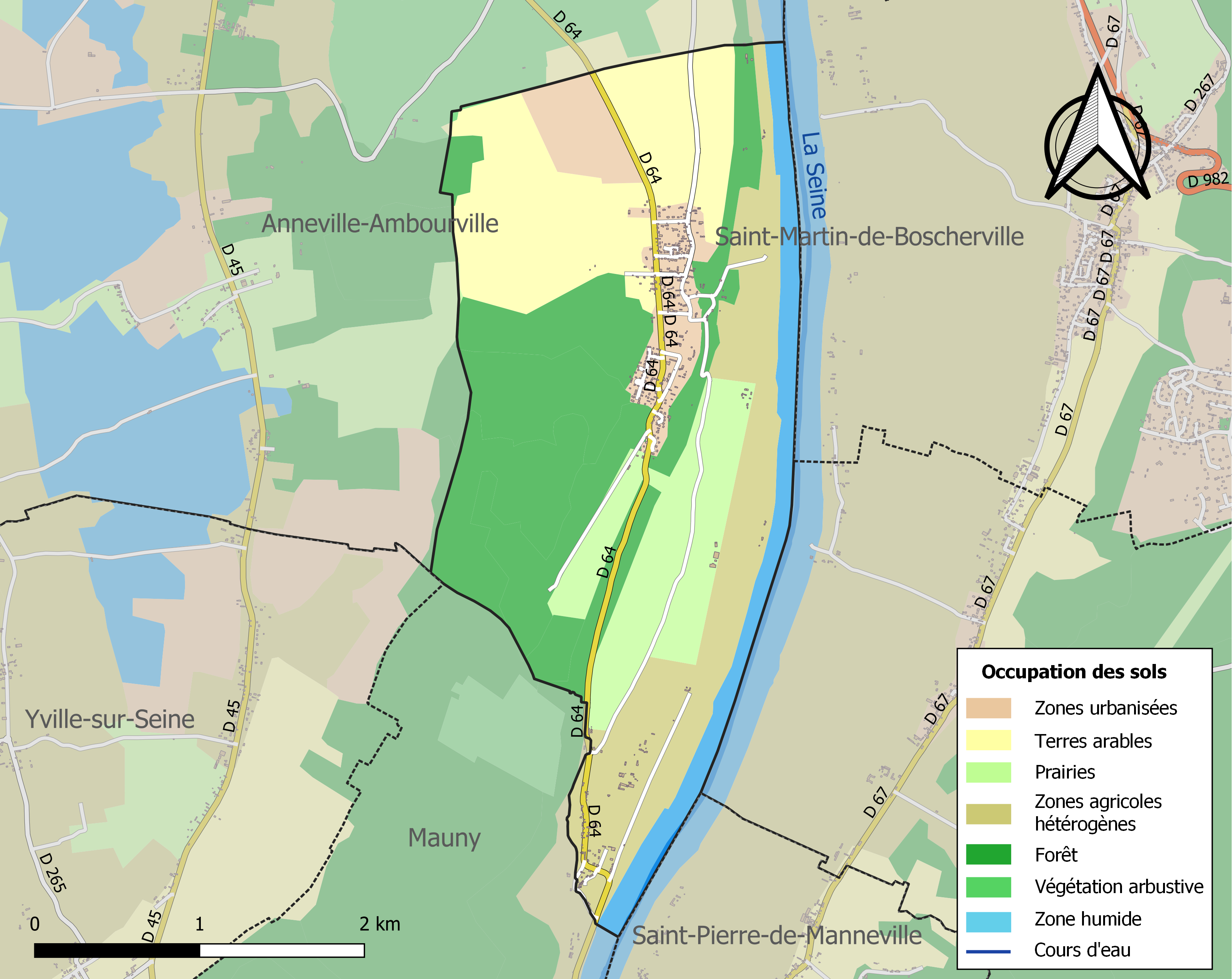
Carte des infrastructures et de l'occupation des sols de la commune en 2018 (CLC).

### Voies de communication et transports
Les ponts les plus proches permettant de traverser la Seine sont le pont de Brotonne à Caudebec-en-Caux et le pont Gustave-Flaubert à Rouen. Les bacs les plus proches sont ceux de Duclair et de Sahurs.
La gare ferroviaire la plus proche est la gare de Rouen.

## Toponymie
Le nom de la localité est attesté sous les formes Bardulvilla vers 1040, Bardulfi Villa en 1066, Bardovilla en 1131, Bardolvilla au milieu du XIIIe.
Il s’agit d’une formation toponymique médiévale en -ville au sens ancien de « domaine rural », précédé du nom de personne germanique Bardulf(us),. Le nom de famille Bardou est issu de cet anthroponyme.

## Politique et administration
| Période                                  | Période                    | Identité                 | Étiquette    | Qualité  |
| ---------------------------------------- | -------------------------- | ------------------------ | ------------ | -------- |
| Les données manquantes sont à compléter. |                            |                          |              |          |
| 1813                                     |                            | Bourgeois                |              |          |
| 1848                                     |                            | Charles Poulain          |              |          |
| 1852                                     | 1874                       | Jérôme Sucré             |              |          |
| 1886                                     |                            | Keittinger               |              |          |
| 1897                                     | 1919                       | Victor Bernard           |              |          |
| 1927                                     |                            | Pierre Renault           |              |          |
| 1930                                     | 1938                       | Poulain                  |              |          |
| 1967                                     |                            | A. Sauvage               |              |          |
| Les données manquantes sont à compléter. |                            |                          |              |          |
| mars 1977                                | 2014                       | Claude Thomas-dit-Dumont | PCF puis DVG | Retraité |
| 2014                                     | mai 2020                   | Franck Roger             |              |          |
| mai 2020                                 | En cours (au 11 août 2020) | M. Dominique Rousseau    |              |          |

## Population et société

### Démographie
L'évolution du nombre d'habitants est connue à travers les recensements de la population effectués dans la commune depuis 1793. Pour les communes de moins de 10 000 habitants, une enquête de recensement portant sur toute la population est réalisée tous les cinq ans, les populations de référence des années intermédiaires étant quant à elles estimées par interpolation ou extrapolation. Pour la commune, le premier recensement exhaustif entrant dans le cadre du nouveau dispositif a été réalisé en 2006.

En 2022, la commune comptait 602 habitants, en évolution de −6,52 % par rapport à 2016 (Seine-Maritime : +0,35 %, France hors Mayotte : +2,11 %).
| 1793 | 1800 | 1806 | 1821 | 1831 | 1836 | 1841 | 1846 | 1851 |
| ---- | ---- | ---- | ---- | ---- | ---- | ---- | ---- | ---- |
| 263  | 248  | 262  | 286  | 346  | 345  | 346  | 358  | 359  |

| 1856 | 1861 | 1866 | 1872 | 1876 | 1881 | 1886 | 1891 | 1896 |
| ---- | ---- | ---- | ---- | ---- | ---- | ---- | ---- | ---- |
| 360  | 329  | 347  | 339  | 327  | 355  | 343  | 316  | 283  |

| 1901 | 1906 | 1911 | 1921 | 1926 | 1931 | 1936 | 1946 | 1954 |
| ---- | ---- | ---- | ---- | ---- | ---- | ---- | ---- | ---- |
| 237  | 242  | 213  | 208  | 205  | 210  | 221  | 287  | 265  |

| 1962 | 1968 | 1975 | 1982 | 1990 | 1999 | 2006 | 2011 | 2016 |
| ---- | ---- | ---- | ---- | ---- | ---- | ---- | ---- | ---- |
| 254  | 297  | 489  | 497  | 576  | 576  | 622  | 672  | 644  |

| 2021 | 2022 | - | - | - | - | - | - | - |
| ---- | ---- | - | - | - | - | - | - | - |
| 612  | 602  | - | - | - | - | - | - | - |

### Enseignement
La commune relève de l'académie de Normandie.

### Cultes
Bardouville appartient à la paroisse catholique Saint-Philibert de Duclair – Boucles de Seine qui fait partie du doyenné Rouen-Ouest de l'archidiocèse de Rouen.

### Médias
- Journaux Paris-Normandie et Le Courrier cauchois.
- Le Corset rouge, journal communal.

## Culture locale et patrimoine

### Lieux et monuments
- Église Saint-Michel[25].
- Château du Corset Rouge[26].

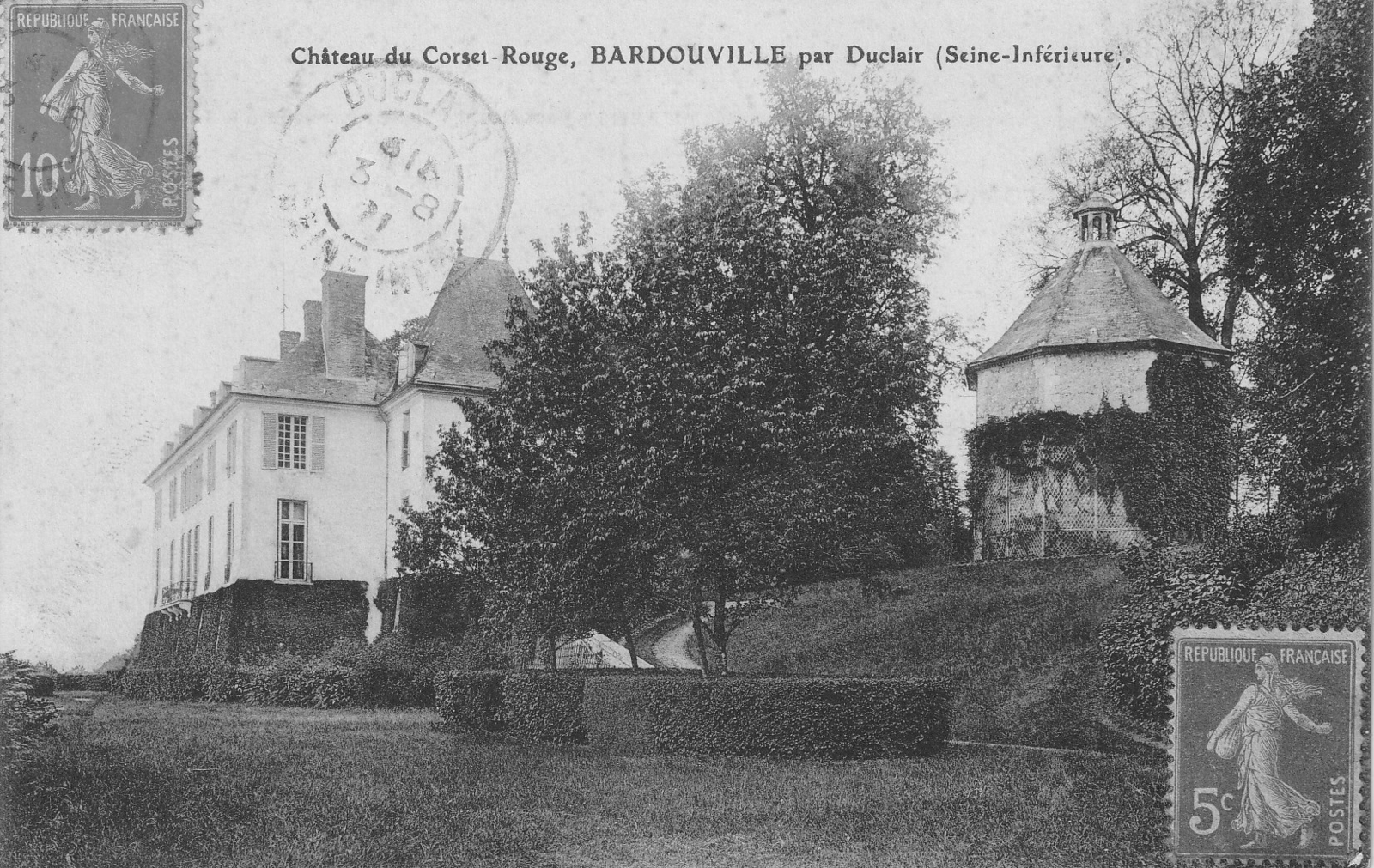
Carte postale du Château du Corset Rouge vers 1920.

- Le chêne des Lacs classé arbre remarquable en novembre 2000[27].

### Personnalités liées à la commune
- Jean-Baptiste Curmer y résida.

### Jumelage
- Bardouville est jumelée avec le village Les Planchettes en Suisse.